# Василий Месардонит
Василий Месардонит (на средногръцки: Βασίλειος Μεσαρδονίτης, на латински: Basileios Mesardonites, срещан и като Βασίλειος Μεσαρδονίτης Ἀργυρός, Basileios Mesardonites Argyros) е византийски военачалник от началото на XI век, катепан на Италия от март 1010 до 1016/1017 г.
Назначен е за катепан на Италия в началото на 1010 г., на мястото на катепан Йоан Куркуа, който е убит в битка срещу въстаналите лангобарди в Апулия, предвождани от Мелис и Датус. През март 1010 г. Месардонит акостира в Италия, придружаван от флота на Кондолеон Торникий, стратега на Кефалония. Благодарение на значителните подкрепления Месардонит успява да принуди противника да се оттегли обратно в Бари, който ромеите обсаждат през април 1010 или 1011 г.. Градът се предава след двумесечна обсада, което станало на 11 юли същата година. Въпреки това предводителите на бунта Мелис и Датус успяват да избягат в Асколи, който е превзет от ромеите няколко дни по-късно. Мелис и Датус обаче успяват да напуснат града тайно през нощта. Междувременно са заловени Маралда и Аргиро - съпругата и синът на Мелис, които катепанът изпраща в Константинопол. Скоро след това Месардонит предприема мерки и за потушаването на бунта в останалите части на Апулия и за привличането на все повече съюзници сред местните лангобардски князе. За целта през октомври 1011 г. той посещава Салерно, където местният принц Гаймар е традиционен съюзник на ромеите. Вероятно посещението на Месардонит има за цел да установи местоположението на Мелис, който през това време се укрива в околностите на Беневентум. След това катепанът посещава манастира Монте Касино, където абатът Атенулф укрива Датус и жена му в земите на манастира. Въпреки това Месардонит потвърждава привилегиите на манастира върху манастирските имоти, разположени в гръцките земи. Тогавашният абат на Монте Касино е и брат на принц Пандулф IV от Капуа. След това манастирът надлежно изгонил Датус, който намира убежище и служба в Рим при папа Бенедикт VIII.
За да предотврати бъдещо неподчинение в Бари, Месардонит построява преторион (πραιτώριον) – укрепена резиденция на византийския управител в града, която била разположена близо до пристанището, на мястото, на което в края на XI век е построена базиликата Св. Никола. С усилията му да умиротвори Апулия е свързана и поканата, която Месардонит отправил към бежанците от областта, да се завърнат в ромейските провинции.
Управлението на Василий Месардонит в Италия продължава до смъртта му през 1016 г. или, според информацията от Лупус Протоспатарий, през 1017 г. След неговата смърт за катепан на Италия е назначен стратегът на Кефалония Кондолеон Торникий.
Някои изследователи, като Андре Гию и Жан Франсоа Ваниер, смятат, че Василий Месардонит е идентична личност с Василий Аргир, брат на император Роман III Аргир. Според историята на Йоан Скилица Василий Аргир е стратегът на Самос, пратен да потуши бунта на лангобардите в Италия около 1010 – 1011 г. Възможно е обаче Скилица да е объркал Василий Аргир с неговия съвременник Василий Месардонит, който се споменава в изворите като катепан на Италия. От друга страна, Василий Аргир вероятно е бил флотският командир, изпратен да помогне на Месардонит в потушаването на бунта в Италия.